# Clossiana jerdoni
Clossiana jerdoni är en fjärilsart som beskrevs av Lang 1868. Clossiana jerdoni ingår i släktet Clossiana och familjen praktfjärilar. Inga underarter finns listade i Catalogue of Life.